# Stora Hult
Stora Hult är namnet på en tidigare småort, numera statistisk stadsdel i tätorten Ängelholm, belägen vid havet (Skälderviken) i Båstads kommun i Skåne (länet och landskapet).
Om somrarna kommer många turister till Stora Hult som har en lång sandstrand och flera strövområden (grönområden), varav två naturreservat: Stora Hults fälad och Stora Hults strand.
I området byggs många nya hus, men många sommarstugor rivs nu för att ge plats åt större året-runthus. Det betyder att Stora Hult får en snabbt växande bofast befolkning. Samtidigt ändrar Stora Hult karaktär från sommarstugeområde till mera traditionellt bostadsområde, med stora moderna villor, gatlyktor etc.
Ernst Wigforss och Sven Lönborg bodde i Stora Hult och har fått vägar uppkallade efter sig. 34 vägar i Stora Hult har fått namn efter historiska personer, platser eller företeelser i området. Vid namngivning av den senaste tillkomna vägen, Kamomillvägen, har dock kommunens ortnamnskommitté frångått traditionen med kulturhistoriska namn och istället valt ett vägnamn ur kommitténs allmänna namnlista för Bjäre.